# Micrornebius lesnei
Micrornebius lesnei är en insektsart som först beskrevs av Lucien Chopard 1935.  Micrornebius lesnei ingår i släktet Micrornebius och familjen Mogoplistidae. Inga underarter finns listade i Catalogue of Life.